# Elena Il'inych
Elena Ruslanovna Il'inych (in russo Елена Руслановна Ильиных?; Aqtau, 25 aprile 1994) è una danzatrice su ghiaccio russa vincitrice di una medaglia d'oro nella gara a squadre e di un bronzo nella danza su ghiaccio alle Olimpiadi di Soči 2014 in coppia con Nikita Kacalapov, con cui ha iniziato a gareggiare nel 2008. Dopo i Giochi olimpici, nel 2014, ha poi formato una nuova coppia insieme a Ruslan Žiganšin.

## Palmarès

### Con Žiganšin
| Internazionali                                                                                               | Internazionali | Internazionali | Internazionali |
| Evento | 2014–15        | 2015–16        | 2016–17        |
| --- | -------------- | -------------- | -------------- |
| Campionati mondiali                                                                                          | 7°             |                |                |
| Campionati europei                                                                                           | 4°             |                |                |
| GP Final | 6°             |                |                |
| GP Trophée Eric Bompard                                                                                      |                |                | 4°             |
| GP Rostelecom Cup                                                                                            | 2°             | 5°             |                |
| GP Cup of China                                                                                              | 4°             | 3°             |                |
| GP Skate America                                                                                             |                |                | 5°             |
| CS Mordovian Ornament                                                                                        |                | 1°             |                |
| CS Tallinn Trophy                                                                                            |                |                | 1°             |
| Nazionali |                |                |                |
| Campionati russi                                                                                             | 1°             | 4°             | 4°             |
| Eventi a squadre                                                                                             |                |                |                |
| World Team Trophy                                                                                            | 2° S (4° P)    |                |                |
| S = Risultato della squadra; P = Risultato personale Medaglie assegnate solo per il risultato della squadra. |                |                |                |

### Con Kacalapov
| Internazionali                                                                                                | Internazionali | Internazionali | Internazionali | Internazionali | Internazionali | Internazionali |
| Evento | 2008–09        | 2009–10        | 2010–11        | 2011–12        | 2012–13        | 2013–14        |
| --- | -------------- | -------------- | -------------- | -------------- | -------------- | -------------- |
| Giochi olimpici invernali                                                                                     |                |                |                |                |                | 3°             |
| Campionati mondiali                                                                                           |                |                | 7°             | 5°             | 9°             | 4°             |
| Campionati europei                                                                                            |                |                | 4°             | 3°             | 2°             | 2°             |
| GP Final |                |                |                |                | 6°             |                |
| GP Trophée Eric Bompard                                                                                       |                |                |                | 4°             |                | 2°             |
| GP NHK Trophy                                                                                                 |                |                | 4°             | 3°             | 2°             | 4°             |
| GP Rostelecom Cup                                                                                             |                |                | 3°             |                | 2°             |                |
| Crystal Skate                                                                                                 |                |                |                |                | 1°             |                |
| Internazionali: Junior                                                                                        |                |                |                |                |                |                |
| Campionati mondiali                                                                                           |                | 1°             |                |                |                |                |
| JGP Final |                | 2°             |                |                |                |                |
| JGP Ungheria                                                                                                  |                | 1°             |                |                |                |                |
| JGP Polonia                                                                                                   |                | 1°             |                |                |                |                |
| Nazionali |                |                |                |                |                |                |
| Campionati russi                                                                                              |                |                | 3°             | 2°             | 2°             | 2°             |
| Campionati russi junior                                                                                       | 4°             | 2°             |                |                |                |                |
| Eventi a squadre                                                                                              |                |                |                |                |                |                |
| Giochi olimpici invernali                                                                                     |                |                |                |                |                | 1° S 3° P      |
| World Team Trophy                                                                                             |                |                |                | 5° S 5° P      |                |                |
| S = Risultato della squadra; P = Risultato personale; Medaglie assegnate solo per il risultato della squadra. |                |                |                |                |                |                |